# Toronto Pearson International Airport
Toronto Pearson International Airport, också känd som Lester B. Pearson International Airport eller bara Toronto Pearson (IATA: YYZ, ICAO: CYYZ) är Torontos största flygplats. Air Canada flyger bland annat här ifrån där de har sitt nav. 
Flygplatsen är uppkallad efter Kanadas premiärminister Lester B. Pearson. Vissa förväxlar det med Bob Pearson som var en Air Canada-pilot som klarade av att glidflyga en Boeing 767.
Den drivs från 1996 av Greater Toronto Airports Authority (GTAA) enligt beslut av Kanadas generalguvernör.

## Transporter
Sedan 2008 finns ett särskilt flygtåg, UP Express, som angör flygplatsen och Union Station i centrala Toronto. Restiden är 25 minuter.

## Flygbolag
- Aeroflot Russian Airlines
- Aeroméxico
- Air Canada
- Air Canada Jazz
- Air France
- Air India
- Air Jamaica
- Air New Zealand
- Air Transat
- Air Wisconsin
- Alaska Airlines
- Alitalia
- All Nippon Airways
- American Airlines
- American Eagle
- Atlantic Southeast
- Austrian Airlines
- Avianca
- British Airways
- Brussels Airlines
- CanJet Airlines
- Caribbean Airlines
- Cathay Pacific
- Chautauqua Airlines
- Comair
- Condor
- Cubana Airlines
- Czech Airlines
- Delta Airlines
- El Al
- Etihad Airways
- Finnair
- Flyglobespan
- Hainan Airlines
- Harmony Airways
- Iberia Airlines
- Japan Airlines
- KLM
- Korean Air
- Lacsa
- LAN Chile
- LOT Polish Airlines
- LTU International Airways
- Lufthansa
- Martinair Holland
- Mesa Airlines
- MyTravel Airways
- Pakistan International Airlines
- Pinnacle Airlines
- PSA Airlines
- Qantas
- Royal Jordanian
- SATA International
- Shuttle America
- Singapore Airlines
- Skyservice
- Skywest
- Sunwing
- Swiss International Air Lines
- Thai Airways
- Thomas Cook Airlines
- United Airlines
- Virgin Atlantic
- WestJet
- ZOOM Airlines